# Moe Purtill
Moe Purtill (Huntington, 4 mei 1916 - Ridgewood, 9 maart 1994) was een Amerikaanse swing-jazz-drummer. Hij was de drummer in de band van Glenn Miller.
Purtill werkte als freelancer in New York en drumde vervolgens bij Red Norvo en Mildred Bailey. In 1937 werkte hij kort bij Miller, speelde daarna bij Tommy Dorsey (1938-1939) om daarna te drummen in de hoogtijdagen van Millers band, in de periode 1939-1942. Hierna speelde hij kort bij Kay Kyser (1943-1944) en diende daarna in de marine. Na de oorlog speelde hij bij Tex Beneke. Vanaf het eind van de jaren veertig deed hij vooral studio-werk, hoewel hij ook wel speelde in Miller-reunionbands. Hij heeft nooit opgenomen als leider.